# ام‌المؤمنین
ام‌المؤمنین لقب همسران پیامبر اسلام است.

## دلایل در قرآن
این لقب به دنبال نزول آیه ششم سوره احزاب به همسران محمد اطلاق شد:
النبی اولی بالمومنین من انفسهم و ازواجه امهاتهم - پیامبر به مؤمنان از خودشان سزاوارتر است و همسرانش مادران ایشانند.
پس از ان با نزول آیه ۵۳ سوره احزاب همسران محمد یا به عبارت دیگر امهات المومنین از ازدواج پس از فوت پیامبر اسلام با مردان منع شدند.
یَا أَیُّهَا الَّذِینَ آمَنُوا لَا تَدْخُلُوا بُیُوتَ النَّبِیِّ إِلَّا أَنْ یُؤْذَنَ لَکُمْ إِلَیٰ طَعَامٍ غَیْرَ نَاظِرِینَ إِنَاهُ وَلٰکِنْ إِذَا دُعِیتُمْ فَادْخُلُوا فَإِذَا طَعِمْتُمْ فَانْتَشِرُوا وَلَا مُسْتَأْنِسِینَ لِحَدِیثٍ ۚ إِنَّ ذٰلِکُمْ کَانَ یُؤْذِی النَّبِیَّ فَیَسْتَحْیِی مِنْکُمْ ۖ وَاللَّهُ لَا یَسْتَحْیِی مِنَ الْحَقِّ ۚ وَإِذَا سَأَلْتُمُوهُنَّ مَتَاعًا فَاسْأَلُوهُنَّ مِنْ وَرَاءِ حِجَابٍ ۚ ذٰلِکُمْ أَطْهَرُ لِقُلُوبِکُمْ وَقُلُوبِهِنَّ ۚ وَمَا کَانَ لَکُمْ أَنْ تُؤْذُوا رَسُولَ اللَّهِ وَلَا أَنْ تَنْکِحُوا أَزْوَاجَهُ مِنْ بَعْدِهِ أَبَدًا ۚ إِنَّ ذٰلِکُمْ کَانَ عِنْدَ اللَّهِ عَظِیمًا
ای کسانی که ایمان آوردید به خانه‌های پیغمبر داخل مشوید مگر آنکه اذنتان دهند و بر سفره طعام دعوت کنند در آن حال هم نباید زودتر از وقت آمده و به پختن و آماده شدن آن چشم انتظار گشایید بلکه موقعی که دعوت شده‌اید بیایید و چون غذا تناول کردید زود (از پی کار خود) متفرق شوید نه آنجا برای سرگرمی و انس به گفتگو پردازید، که این کار پیغمبر را آزار می‌دهد و او به شما از شرم اظهار نمی‌دارد ولی خدا را بر اظهار حق خجلتی نیست و هر گاه از زنان رسول متاعی می‌طلبید از پس پرده طلبید، که حجاب برای آنکه دلهای شما و آنها پاک و پاکیزه بماند بهتر است و نباید هرگز رسول خدا را (در حیات) بیازارید و نه پس از وفات هیچ‌گاه زنانش را به نکاح خود درآورید، که این کار نزد خدا (گناهی) بسیار بزرگ است.

## علل تاریخی
در خصوص علت و چرایی این آیات و شان نزول آن مواردی مانند قضیه افک، داستان تحریم (سوره)و حضور سر زده یا رفتارها یا سخنان مهمانان نزد محمد در حضور همسرانشو همچنین حرمت ازدواجو عظمت احترام آنان بیان کرده‌اند.
خدیجه، عایشه، حفصه، ام سلمه، زینب، صفیّه، میمونه، ام حبیبه، جویره، سوده، زینب، ماریه، جویریه از زنان پیامبر اسلام هستند که ملقب به ام‌المومنین می‌باشند.